# Belvézet
Belvézet är en kommun i departementet Gard i regionen Occitanien i södra Frankrike. Kommunen ligger i kantonen Lussan som tillhör arrondissementet Nîmes. År 2022 hade Belvézet 235 invånare.

## Befolkningsutveckling
Antalet invånare i kommunen Belvézet
Referens:INSEE